# Коктерек (Тюлькубасский район)
Коктерек (каз. Көктерек) — село в Тюлькубасском районе Туркестанской области Казахстана. Входит в состав Тюлькубасской поселковой администрации. Находится примерно в 10 км к юго-западу от районного центра села им. Турара Рыскулова. Код КАТО — 516063300.

## Население
В 1999 году население села составляло 506 человек (242 мужчины и 264 женщины). По данным переписи 2009 года, в селе проживало 646 человек (323 мужчины и 323 женщины).